# Asia's Next Top Model (mùa 2)
Asia's Next Top Model, Mùa 2 là mùa giải thứ hai của chương trình truyền hình thực tế Asia's Next Top Model, chương trình sẽ chọn 1 hoặc 2 đại diện của mỗi nước và họ sẽ cùng nhau tranh tài để giành được danh hiệu "Asia's Next Top Model". Vòng casting của mùa 2 kết thúc vào ngày 25 tháng 8 năm 2013. Nadya Hutagalung và Joey Mead-King vẫn là giám khảo cho mùa này, Daniel Boey và Todd Anthony Tyler rời khỏi chương trình, chương trình có thể 1 giám khảo mới là Mike Rosenthal.
Mùa thứ 2 có nhiều thí sinh hơn. Số lượng thí sinh đã tăng từ 14 lên 16. Trong mùa này, không có thí sinh đại diện cho Nepal. Chương trình được quay tại Malaysia và bắt đầu được phát sóng vào ngày 8 tháng 1 năm 2014 trên kênh Star Word Asia và Fox Asia.
Bài hát quảng cáo của mùa này là I Love It do Icona Pop thể hiện. Điểm đến quốc tế của mùa này vẫn là Hong Kong, Trung Quốc như mùa 1. Ngoài ra, các thí sinh còn được du lịch đến nhiều hòn đảo ở Malaysia.
Giải thưởng của mùa này là:
- 1 hợp đồng người mẫu với Storm Model Management tại Luân Đôn
- Chụp ảnh bìa cho tạp chí Harper's Bazaar Malaysia và Harper's Bazaar Singapore
- Ký hợp đồng làm gương mặt đại diện cho chiến dịch quảng cáo năm 2014 của TRESemmé
- Sở hữu 1 chiếc xe Subaru XV đời mới
- Giải thưởng tiền mặt trị giá $50,000

Người chiến thắng của mùa này là Sheena Liam, 22 tuổi đến từ Malaysia.

## Vòng sơ tuyển
Vòng sơ tuyển được tổ chức tại 5 quốc gia, bao gồm: 
- Ngày 9 tháng 8 tại HYVE Club, Manila
- Ngày 11 tháng 8 tại JW Marriott, Kuala Lumpur
- Ngày 13 tháng 8 tại JW Marriott, Jakarta
- Ngày 15 tháng 8 tại Siam Discovery, Băng Cốc
- Ngày 17 tháng 8 tại FOX International Studios, Thành phố Singapore

## Thí sinh
(Tính theo tuổi khi còn trong cuộc thi)
| Đại diện    | Tên                | Tuổi | Chiều cao               | Bị loại | Hạng |
| ----------- | ------------------ | ---- | ----------------------- | ------- | ---- |
| Trung Quốc  | Jessie Yang        | 22   | 1,70 m (5 ft 7 in)      | Tập 1   | 16   |
| Hồng Kông   | Elektra Yu         | 21   | 1,75 m (5 ft 9 in)      | Tập 1   | 15   |
| Indonesia   | Bona Kometa        | 27   | 1,79 m (5 ft 10+1⁄2 in) | Tập 2   | 14   |
| Hàn Quốc    | Ji-hye Moon        | 20   | 1,81 m (5 ft 11+1⁄2 in) | Tập 3   | 13   |
| Việt Nam    | Phan Như Thảo      | 26   | 1,73 m (5 ft 8 in)      | Tập 4   | 12   |
| Singapore   | Poojaa Gill        | 22   | 1,70 m (5 ft 7 in)      | Tập 5   | 11   |
| Indonesia   | Janice Hermijanto  | 21   | 1,74 m (5 ft 8+1⁄2 in)  | Tập 7   | 10-9 |
| Ấn Độ       | Sneha Ghosh        | 23   | 1,75 m (5 ft 9 in)      | Tập 7   | 10-9 |
| Thái Lan    | Tia Taveepanichpan | 17   | 1,69 m (5 ft 6+1⁄2 in)  | Tập 8   | 8    |
| Đài Loan    | Natalie Pickles    | 25   | 1,70 m (5 ft 7 in)      | Tập 9   | 7    |
| Malaysia    | Josephine Tan      | 23   | 1,73 m (5 ft 8 in)      | Tập 10  | 6    |
| Singapore   | Nicole Lee         | 25   | 1,75 m (5 ft 9 in)      | Tập 11  | 5    |
| Nhật Bản    | Marie Nakagawa     | 24   | 1,70 m (5 ft 7 in)      | Tập 12  | 4    |
| Philippines | Katarina Rodriguez | 21   | 1,69 m (5 ft 6+1⁄2 in)  | Tập 13  | 3    |
| Philippines | Jodilly Pendre     | 20   | 1,78 m (5 ft 10 in)     | Tập 13  | 2    |
| Malaysia    | Sheena Liam        | 22   | 1,74 m (5 ft 8+1⁄2 in)  | Tập 13  | 1    |

## Các tập phát sóng

### Tập 1: The Girl Who Walks the Walk
Công chiếu: 8 tháng 1 năm 2014
- Bị loại ở thử thách: Jessie Yang
- Ảnh đẹp nhất: Tia Taveepanichpan
- Top 3 nguy hiểm: Elektra Yu, Natalie Pickles & Katarina
- Loại: Elektra Yu
- Nhiếp ảnh gia: Mike Rosenthal
- Khách mời: Gloria Mok, Kenneth Goh từ Harper's Bazaar

### Tập 2: The Girl Who Attracts a Following
Ngày phát sóng: 15 tháng 1 năm 2014
- Thử thách: Chụp ảnh trên đường phố Malaysia

| Đội | Trưởng nhóm | Thí sinh                 |
| --- | ----------- | ------------------------ |
| 1   | Tia         | Janice, Marie & Như Thảo |
| 2   | Sheena      | Poojaa, Jodilly & Jihye  |
| 3   | Josephine   | Natalie, Katarina & Bona |
| 4   |             | Nicole & Sneha           |

- Chiến thắng thử thách: Poojaa Gill
- Ảnh đẹp nhất: Nicole
- Top 3 nguy hiểm: Bona Kometa, Marie Nakagawa & Tia Taveepanichpan
- Loại: Bona Kometa
- Nhiếp ảnh gia: Maurice Mauricio
- Khách mời: Bip Ling, Melinda Looi

### Tập 3: The Girl Who's Hot When She Is Cold
Ngày phát sóng: 22 tháng 1 năm 2014 
- Thử thách: Quay video ngắn quảng cáo Malaysia
- Chiến thắng thử thách: Josephine Tan
- Ảnh đẹp nhất: Josephine Tan
- Top 3 nguy hiểm: Janice Hermijanto, Jihye Moon & Sneha Gosh
- Loại: Jihye Moon
- Nhiếp ảnh gia : Jasper McIlroy

### Tập 4: The Girl That Embraces Change
Ngày phát sóng: 29 tháng 1 năm 2014
- Ảnh đẹp nhất: Marie Nakagawa
- Top 3 nguy hiểm: Janice Hermijanto, Phan Như Thảo & Sneha Ghosh
- Loại: Như Thảo
- Nhiếp ảnh gia : Nicoline Patricia Malina
- Khách mời: Alfons, Lourd Ramos

### Tập 5: The Girl That Runs Her Own Race
Ngày phát sóng: 5 tháng 2 năm 2014
| Đội       | Models                            |
| --------- | --------------------------------- |
| Marie     | Jodilly, Natalie, Poojaa & Sneha  |
| Josephine | Katarina, Nicole, Sheena & Janice |
| Tia       | Tia                               |

- Chiến thắng thử thách: Tia Taveepanichpan

| Model     | Dụng cụ thể thao       |
| --------- | ---------------------- |
| Janice    | Gậy bóng chày          |
| Jodilly   | Bóng bàn, vợt bóng bàn |
| Josephine | Găng tay Boxing        |
| Katarina  | Vợt Tennis             |
| Marie     | Mũ bảo hiểm đi xe đạp  |
| Natalie   | Bóng bầu dục           |
| Nicole    | Gậy đánh golf          |
| Poojaa    | Kính lặn               |
| Sheena    | Bóng đá                |
| Sneha     | Gậy khúc khôn cầu      |
| Tia       | Bóng rổ                |

- Ảnh đẹp nhất: Natalie
- Top 4 nguy hiểm: Josephine Tan, Poojaa Gill, Sneha Ghosh & Tia Taveepanichpan
- Loại: Poojaa Gill
- Nhiếp ảnh gia: Loh Lin Shan
- Khách mời: Amber Chia, Dan, Jason de la Peña

### Tập 6: The Girl Who Works The Room
Ngày phát sóng: 12 tháng 2 năm 2014
Nội dung thử thách:  Kiểm tra kỹ năng xã hội của 10 cô gái cuối cùng tại 1 bữa tiệc cocktail
- Chiến thắng thử thách: Jodilly Pendre
- Ảnh đẹp nhất: Jodilly Pendre
- Top 2 nguy hiểm: Janice Hermijanto & Tia Taveepanichpan
- Nhiếp ảnh gia: Timon Wehrli
- Khách mời: Haritha Shan, Glenn Tan

### Tập 7: The Girl Who is in the Spotlight
Ngày phát sóng: 19 tháng 2 năm 2014
| Bắt cặp trợ giúp | Thay đổi kiểu tóc | Thay đổi kiểu tóc |
| Bắt cặp trợ giúp | Vòng 1            | Vòng 2            |
| Bắt cặp trợ giúp | Kiểu tóc ban ngày | Kiểu tóc ban đêm  |
| Bắt cặp trợ giúp | Bị loại           | Bị loại           |
| ---------------- | ----------------- | ----------------- |
| Cặp 1            | Josephine         | Sheena            |
| Cặp 2            | Natalie           | Marie             |
| Cặp 3            | Tia               | Katarina          |
| Cặp 4            | Sneha             | Jodilly           |
| Cặp 5            | Janice            | Nicole            |

- Chiến thắng thử thách: Sheena Liam
- Ảnh đẹp nhất: Marie Nakagawa
- Top 3 nguy hiểm: Janice Hermijanto, Sneha Ghosh & Tia Taveepanichpan
- Loại: Janice Hermijanto & Sneha Ghosh
- Nhiếp ảnh gia: UKay Cheung
- Khách mời: Coco Lee

### Tập 8: The Girl Who Makes A Splash
Ngày phát sóng: 26 tháng 2 năm 2014
Các người mẫu đã đến các đảo của Malaysia là Penang và Pangkor và họ đã tận hưởng cuộc sống trên đảo. Nhiều cô gái tỏ ra sợ sệt với phần thử thách của chương trình khi họ phải đặt lên mình những con vật nhiều chân ghê rợn. Tia, cô gái nhỏ tuổi nhất giành chiến thắng thử thách 1 lần nữa. 8 cô gái quay lại buổi chụp ảnh với áo tắm để quảng cáo cho hòn đảo của Malaysia. Marie xuất sắc giành bức ảnh đẹp nhất lần thứ 3. Josephine leo lên nhì bảng. Natalie rơi vào top 3 nguy hiểm cùng Jodilly và Tia. Nadya gọi tên Natalie và kế đến là Jodilly. Tia, thí sinh nhỏ tuổi nhất nhà chung và vừa chiến thắng thử thách của tập 8 phải ra về sau khi giành 1 tấm ảnh đẹp nhất và 4 lần rơi vào top nguy hiểm. Cuộc đua chỉ còn lại 7 cô gái.
- Nội dung thử thách: Quay video ngắn quảng cáo khu du lịch Penang
- Chiến thắng thử thách: Tia Taveepanichpan
- Ảnh đẹp nhất: Marie Nakagawa
- Top 3 nguy hiểm: Jodilly Pendre,Tia Taveepanichpan & Natalie Pickles
- Loại: Tia Taveepanichpan
- Nhiếp ảnh gia: Chiun-Kai Shih
- Khách mời: Jimmy Choo, Waka Yogi, Andrea Fonseka

### Tập 9: The Girl With A Wild Side
Ngày phát sóng: 5 tháng 3 năm 2014
Các người mẫu được trải nghiệm 1 chuyến phiêu lưu tại rừng sâu và trở thành những chiến rừng rậm xinh đẹp trong buổi chụp ảnh. 2 thí sinh đến từ Philippines Katarina, Jodilly vươn lên chiếm 2 vị trí đầu. Sheena giành lấy vị trí thứ 3. Ảnh của Marie được khen rất nhiều, nhiều hơn cả Sheena và thái độ làm việc của cô được đánh giá là vô cùng tuyệt vời nhưng ảnh của cô lại chỉ ở hạng 4, vừa đủ để thoát khỏi top 3 nguy hiểm. Josephine rơi vào top 3 nguy hiểm cùng Natalie và Nicole. Josephine nhận được ảnh và thoát khỏi top nguy hiểm. Top 2 nguy hiểm là Nicole và Natalie. Nicole từ đầu chương trình luôn được hạng cao mặc dù chỉ chụp ảnh 1 kiểu biểu cảm. Natalie gặp khó khăn với dụng cụ trong buổi chụp ảnh và cô phải ra về trong tập này.
- Ảnh đẹp nhất: Katarina Rodriguez
- Top 3 nguy hiểm: Josephine Tan, Natalie Pickles & Nicole
- Loại: Natalie Pickles
- Nhiếp ảnh gia:  Mike Rosenthal
- Khách mời đặc biệt: Rob Scheppy

### Tập 10: The Girl Who's Lost
Ngày phát sóng: 26 tháng 3 năm 2014
Các cô gái phải chụp ảnh quảng cáo cho bãi biển của Malaysia. Jodilly và Katarina lại lần lượt chiếm 2 vị trí đầu bảng. Sheena vẫn giành hạng 3. Marie an toàn ở hạng 4 và giám khảo cho cô biết rằng cô đang dậm chân tại chỗ. Nicole & Josephine rơi vào top 2 nguy hiểm. Josephine hiểu sai chủ ý mà nhiếp ảnh gia tư vấn cho cô trong lúc chụp hình và điều đó khiến cô phải ra về giữ Nicole lại top 5 của chương trình.
- Ảnh đẹp nhất: Jodilly Pendre
- Top 2 nguy hiểm: Nicole & Josephine Tan
- Loại: Josephine Tan
- Nhiếp ảnh gia:  Jack Guy
- Khách mời đặc biệt: Alex Perry, Jade Parfitt, Marina Fairfax, Jen Atkin

### Tập 11: The Girl on Life's Journey
Nhà sản xuất đã không cho phát sóng tập 11 vì một vài lý do liên quan tới sự kiện Chuyến bay 370 của Malaysia Airlines và kết quả được tìm thấy trong đoạn trailer và đoạn recap tập 11 ở đầu tập 12 của chương trình
Ngày phát sóng đoạn recap: 2 tháng 4 năm 2014
Các thí sinh được gặp người chiến thắng của mùa trước Jessica, được đến Hồng Kông gặp Helena, top 6 của mùa trước và được tư vấn cách chăm sóc tóc tốt nhất. 5 cô gái còn lại bước vào buổi chụp ảnh quảng cáo cho hãng hàng không Malaysia Airline. Sheena giành bức ảnh đẹp nhất đầu tiên, Jodilly và Marie chiếm vị trí 3 và 4. Đôi bạn thân Katarina và Nicole rơi vào top 2 nguy hiểm. Cuối cùng, Nicole là người bị loại sau 2 lần rơi vào top 2 nguy hiểm liên tiếp. Cuộc đua sắp đi đến hồi kết khi chỉ còn lại 4 cô gái.
- Ảnh đẹp nhất: Sheena Liam
- Top 2 nguy hiểm: Nicole & Katarina Rodriguez
- Loại: Nicole
- Nhiếp ảnh gia: Nurulita A. Rahayu
- Khách mời đặc biệt: Jessica Amornkuldilok, Helena Chan, Mariana Renata

### Tập 12: The Girl Who's Epic
Ngày phát sóng: 2 tháng 4 năm 2014
Các cô gái được đưa đến buổi casting của Natasha Kraal, tổng biên tập tạp chí Harper's Bazaar Malaysia. Sheena giành chiến thắng thử thách. Các cô gái được chụp ảnh cho tạp chí Harpers Bazaar. Katarina giành ngôi đầu bảng lần thứ 2. Thí sinh còn lại của Philipppines, Jodilly cũng giành hạng nhì. Top 2 nguy hiểm rơi vào Sheena và Marie. Cuối cùng, mặc dù đã giành được tận 3 bức ảnh đẹp nhất và là thí sinh có nhiều lần gọi tên đầu tiên nhất trong nhà chung nhưng BGK nhận được rằng trong những tập gần đây, Marie đang tuột dốc và cô phải dừng chân ở top 4.
- Ảnh đẹp nhất: Katarina Rodriguez
- Top 2 nguy hiểm: Sheena Liam & Marie Nakagawa
- Loại: Marie Nakagawa
- Nhiếp ảnh gia: Aaron Lee
- Khách mời đặc biệt: Kenneth Goh, Ashley Roberts, Icona Pop, Natasha Kraal

### Tập 13: The Girl Who Wins it All
Ngày phát sóng: 9 tháng 4 năm 2014
- Top 3 Asia's Next Top Model Mùa 2: Katarina Rodriguez, Jodilly Pendre & Sheena Liam
- Loại: Katarina Rodriguez
- Về nhì chung cuộc: Jodilly Pendre
- Chiến thắng chung cuộc: Sheena Liam
- Nhiếp ảnh gia:  Mike Rosenthal
- Khách mời đặc biệt: Kenneth Goh, Ling Tan

## Thứ tự gọi tên
| 1  | Tia       | Nicole    | Josephine | Marie     | Natalie   | Jodilly    | Marie        | Marie     | Katarina  | Jodilly   | Sheena   | Katarina | Sheena   |  |  |  |  |
| 2  | Sheena    | Jodilly   | Nicole    | Josephine | Jodilly   | Josephine  | Nicole       | Josephine | Jodilly   | Katarina  | Jodilly  | Jodilly  | Jodilly  |  |  |  |  |
| 3  | Josephine | Sheena    | Sheena    | Poojaa    | Sheena    | Nicole     | Sheena       | Nicole    | Sheena    | Sheena    | Marie    | Sheena   | Katarina |  |  |  |  |
| 4  | Jodilly   | Thảo      | Katarina  | Nicole    | Nicole    | Sneha      | Katarina     | Sheena    | Marie     | Marie     | Katarina | Marie    |          |  |  |  |  |
| 5  | Thảo      | Katarina  | Natalie   | Natalie   | Janice    | Sheena     | Jodilly      | Katarina  | Josephine | Nicole    | Nicole   |          |          |  |  |  |  |
| 6  | Marie     | Natalie   | Tia       | Tia       | Katarina  | Katarina   | Natalie      | Natalie   | Nicole    | Josephine |          |          |          |  |  |  |  |
| 7  | Sneha     | Sneha     | Thảo      | Sheena    | Marie     | Marie      | Josephine    | Jodilly   | Natalie   |           |          |          |          |  |  |  |  |
| 8  | Janice    | Janice    | Poojaa    | Katarina  | Josephine | Natalie    | Tia          | Tia       |           |           |          |          |          |  |  |  |  |
| 9  | Bona      | Josephine | Jodilly   | Jodilly   | Sneha     | Janice Tia | Janice Sneha |           |           |           |          |          |          |  |  |  |  |
| 10 | Katarina  | Poojaa    | Marie     | Sneha     | Tia       | Janice Tia | Janice Sneha |           |           |           |          |          |          |  |  |  |  |
| 11 | Poojaa    | Jihye     | Sneha     | Janice    | Poojaa    |            |              |           |           |           |          |          |          |  |  |  |  |
| 12 | Jihye     | Marie     | Janice    | Thảo      |           |            |              |           |           |           |          |          |          |  |  |  |  |
| 13 | Nicole    | Tia       | Jihye     |           |           |            |              |           |           |           |          |          |          |  |  |  |  |
| 14 | Natalie   | Bona      |           |           |           |            |              |           |           |           |          |          |          |  |  |  |  |
| 15 | Elektra   |           |           |           |           |            |              |           |           |           |          |          |          |  |  |  |  |
| 16 | Jessie    |           |           |           |           |            |              |           |           |           |          |          |          |  |  |  |  |

     Thí sinh bị loại
     Thí sinh bị loại nhưng được cứu
     Thí sinh bị loại ở phần thử thách
     Thí sinh thắng cuộc

### Chủ đề chụp ảnh
- Tập 1: Ảnh mở đầu chương trình
- Tập 2: Nữ thần văn hóa Malaysia tại động Batu
- Tập 3: Thời trang đồ lót tại Winter Wonderland
- Tập 4: Trong tiệm làm tóc
- Tập 5: Thời trang thể thao tương lai
- Tập 6: Thời trang cao cấp trong nhà máy sản xuất xe Subaru
- Tập 7: Quảng cáo cho TRESemmé trên nền trời Kuala Lumpur
- Tập 8: Quàng cáo khu nghỉ dưỡng Pangkor Laut
- Tập 9: Hóa thân thành những bộ lạc trong rừng
- Tập 10: Quảng cáo bãi biển
- Tập 11: Quảng cáo cho hãng hàng không Malaysia Airline
- Tập 12: Chụp ảnh kinh dị thời trang cho tạp chí Harper's Bazaar
- Tập 13: Đời sống ở Kampung khi mặt trời lặn

### Thay đổi diện mạo
- Janice: Nhuộm nâu hạt dẻ và tạo gợn sóng
- Jodilly: Duỗi thẳng tóc và cắt tóc phủ trán
- Josephine: Cắt tóc bob lấy cảm hứng từ Victoria Beckham
- Katarina: Nhuộm nâu tối và tạo gợn sóng ở đuôi tóc
- Marie: Tạo tóc xù lấy cảm hứng từ Whitney Houston
- Natalie: Cắt ngắn tóc và tạo gợn sóng phần tóc ở phần vai
- Thảo: Nhuộm tóc tối và tạo gợn sóng
- Nicole: Cắt tóc pixie kiểu rocker
- Poojaa: Cắt tóc ngang vai
- Sheena: Nhuộm hồng highlights
- Sneha: Cắt tóc bob ngắn và uốn lọn tóc
- Tia: Nhuộm tóc tối và tạo gợn sóng